# Trịnh Khắc Tang
Trịnh Khắc Tang (giản thể: 郑克𡒉; phồn thể: 鄭克𡒉; bính âm: Zhèng Kè Zāng) (1664 – 1681) lúc nhỏ tên Khâm, thường gọi là Khâm Xá, là con trưởng của Trịnh Kinh, do người thiếp của ông sinh ra.

## Tiểu sử
Lúc Trịnh Khắc Tang vừa sinh ra, có kẻ truyền miệng bảo rằng Chiêu Nương giả trang việc mang thai, thực ra là lấy con của tên đồ tể Tương Mỗ họ Lý mà nuôi nấng dưỡng dục, nhưng đích thân Trịnh Kinh tận mắt chứng kiến con mình chào đời, cho nên không mấy ai tin vào lập luận này.
Năm Vĩnh Lịch thứ 28 (1674) Trịnh Kinh tây chinh, Trần Vĩnh Hoa làm Tổng chế Đông Ninh, ở lại phòng thủ Đài Loan. Tháng 4 năm Vĩnh Lịch thứ 33 (1679) Trần Vĩnh Hoa biểu thị thỉnh cầu cho Khắc Tang làm Giám quốc, Trịnh Kinh đồng ý, phái lễ quan Trịnh Bân mang chỉ dụ đến Đài Loan, lập Trịnh Khắc Tang làm Giám quốc, lại sai người khắc con dấu Giám quốc thế tôn, giao cho Khắc Tang phê duyệt công văn, mọi việc cha giao cho ông đều chấp hành nghiêm ngặt, rất giống phong cách của Trịnh Thành Công. Thêm vào đó ông còn là con rể của Trần Vĩnh Hoa, công việc phán quyết cả thảy đều nhận được sự dạy dỗ của Trần Vĩnh Hoa, dù cho vi phạm pháp luật của tông thất họ Trịnh, ông rất hiếm khi tha thứ, vì thế mà bị các em Trịnh Kinh và Phùng Tích Phạm căm ghét.
Năm Vĩnh Lịch thứ 34 (1680), Trịnh Kinh rút về Đài Loan, mọi việc chính sự đều giao cho Trịnh Khắc Tang xử lý, việc phê duyệt công văn vẫn tiếp tục như cũ. Tháng Giêng năm Vĩnh Lịch thứ 35 (1681), Trịnh Kinh tạ thế, trước khi qua đời đã trao ấn kiếm cho con trưởng Trịnh Khắc Tang, ủy thác lại cho bộ tướng Lưu Quốc Hiên: "tài cán con ta, rất có hy vọng, ngươi hãy phò tá lấy nó, dù ta có chết ở dưới nơi chín suối cũng yên lòng mà nhắm mắt". Các em Trịnh Kinh và Phùng Tích Phạm đều không muốn Trịnh Khắc Tang kế thừa, dự định ủng hộ lập Trịnh Khắc Sưởng, bèn thuyết phục người vợ họ Đổng của Trịnh Thành Công ở Bắc Viên Biệt quán bãi bỏ chức vị Giám quốc của Trịnh Khắc Tang, nhưng Trịnh Khắc Tang từ chối giao lại ấn tín. Bọn Phùng Tích Phạm liền vu cáo ông phản lại di nguyện của thân sinh Trịnh Kinh, phái người tới treo cổ cho đến chết (có thuyết nói là tự sát), người vợ họ Trần nghe tin chồng mất, thân đang mang thai cũng tuyệt thực mà chết theo.
Miếu Duyên Bình Quận vương ở Đài Nam hiện nay có treo câu đối nhằm tưởng nhớ vợ chồng Trịnh Khắc Tang, câu đối ghi: "Chồng chết vợ cũng mất, vua mất Minh cũng mất theo".